# Panchlora sagax
Panchlora sagax är en kackerlacksart som beskrevs av Rehn, J. A. G. och Morgan Hebard 1927. Panchlora sagax ingår i släktet Panchlora och familjen jättekackerlackor. Inga underarter finns listade i Catalogue of Life.